# Seznam dílů seriálu Městečko Fortitude
Toto je seznam dílů seriálu Městečko Fortitude. Britský thriller Městečko Fortitude vysílala stanice Sky Atlantic.

## Přehled řad
| Řada | Díly | Premiéra v VB    | Premiéra v VB     | Premiéra v ČR (Prima Cool) | Premiéra v ČR (Prima Cool) |
| Řada | Díly | První díl        | Poslední díl      | První díl                  | Poslední díl               |
| ---- | ---- | ---------------- | ----------------- | -------------------------- | -------------------------- |
| 1    | 12   | 29. ledna 2015   | 9. dubna 2015     | 10. dubna 2017             | 26. června 2017            |
| 2    | 10   | 26. ledna 2017   | 30. března 2017   | nebylo vysíláno            | nebylo vysíláno            |
| 3    | 4    | 6. prosince 2018 | 27. prosince 2018 | nebylo vysíláno            | nebylo vysíláno            |

## Seznam dílů

### První řada (2015)
| Č. v seriálu | Č. v řadě | Původní název | Český název | Režie            | Scénář                          | Premiéra v VB   | Premiéra v ČR (Prima Cool) |
| ------------ | --------- | ------------- | ----------- | ---------------- | ------------------------------- | --------------- | -------------------------- |
| 1            | 1         | Episode 1     | Epizoda 1   | Sam Miller       | Simon Donald                    | 29. ledna 2015  | 10. dubna 2017             |
| 2            | 2         | Episode 2     | Epizoda 2   | Sam Miller       | Simon Donald                    | 29. ledna 2015  | 17. dubna 2017             |
| 3            | 3         | Episode 3     | Epizoda 3   | Sam Miller       | Simon Donald                    | 5. února 2015   | 24. dubna 2017             |
| 4            | 4         | Episode 4     | Epizoda 4   | Richard Laxton   | Stephen Brady                   | 12. února 2015  | 1. května 2017             |
| 5            | 5         | Episode 5     | Epizoda 5   | Richard Laxton   | Simon Donald                    | 19. února 2015  | 8. května 2017             |
| 6            | 6         | Episode 6     | Epizoda 6   | Hettie MacDonald | Simon Donald                    | 26. února 2015  | 15. května 2017            |
| 7            | 7         | Episode 7     | Epizoda 7   | Hettie MacDonald | Tom Butterworth a Chris Hurford | 5. března 2015  | 22. května 2017            |
| 8            | 8         | Episode 8     | Epizoda 8   | Hettie MacDonald | Ben Richards                    | 12. března 2015 | 29. května 2017            |
| 9            | 9         | Episode 9     | Epizoda 9   | Nick Hurran      | Stephen Brady                   | 19. března 2015 | 5. června 2017             |
| 10           | 10        | Episode 10    | Epizoda 10  | Nick Hurran      | Tom Butterworth a Chris Hurford | 26. března 2015 | 12. června 2017            |
| 11           | 11        | Episode 11    | Epizoda 11  | Sam Miller       | Simon Donald                    | 2. dubna 2015   | 19. června 2017            |
| 12           | 12        | Episode 12    | Epizoda 12  | Sam Miller       | Simon Donald                    | 9. dubna 2015   | 26. června 2017            |

### Druhá řada (2017)
| Č. v seriálu | Č. v řadě | Původní název | Režie            | Scénář                          | Premiéra v VB   |
| ------------ | --------- | ------------- | ---------------- | ------------------------------- | --------------- |
| 13           | 1         | Episode 1     | Hettie MacDonald | Simon Donald                    | 26. ledna 2017  |
| 14           | 2         | Episode 2     | Hettie MacDonald | Simon Burke                     | 2. února 2017   |
| 15           | 3         | Episode 3     | Hettie MacDonald | Tom Butterworth a Chris Hurford | 9. února 2017   |
| 16           | 4         | Episode 4     | Kieron Hawkes    | Simon Burke                     | 16. února 2017  |
| 17           | 5         | Episode 5     | Kieron Hawkes    | Simon Donald                    | 23. února 2017  |
| 18           | 6         | Episode 6     | Metin Hüseyin    | Simon Burke                     | 2. března 2017  |
| 19           | 7         | Episode 7     | Metin Hüseyin    | Simon Donald                    | 9. března 2017  |
| 20           | 8         | Episode 8     | Kieron Hawkes    | Simon Burke                     | 16. března 2017 |
| 21           | 9         | Episode 9     | Kieron Hawkes    | Simon Donald                    | 23. března 2017 |
| 22           | 10        | Episode 10    | Kieron Hawkes    | Simon Donald                    | 30. března 2017 |

### Třetí řada (2018)
| Č. v seriálu | Č. v řadě | Původní název | Režie         | Scénář       | Premiéra v VB     |
| ------------ | --------- | ------------- | ------------- | ------------ | ----------------- |
| 23           | 1         | Episode 1     | Kieron Hawkes | Simon Donald | 6. prosince 2018  |
| 24           | 2         | Episode 2     | Kieron Hawkes | Simon Donald | 13. prosince 2018 |
| 25           | 3         | Episode 3     | Kieron Hawkes | Simon Donald | 20. prosince 2018 |
| 26           | 4         | Episode 4     | Kieron Hawkes | Simon Donald | 27. prosince 2018 |